# Dandagaun (Salyan)
Dandagaun (nep. डाँडागाउँ) – gaun wikas samiti w zachodniej części Nepalu w strefie Rapti w dystrykcie Salyan. Według nepalskiego spisu powszechnego z 2011 roku liczył on 985 gospodarstw domowych i 4671 mieszkańców (2561 kobiet i 2110 mężczyzn).